# Zwartbandschijfzalm
De Zwartbandschijfzalm (Myleus schomburgkii, ook Myloplus schomburgkii) is een straalvinnige vissensoort uit de familie van de echte piranha's (Serrasalmidae). De wetenschappelijke naam van de soort is voor het eerst geldig gepubliceerd in 1841 door Jardine.
Deze bentopelagische zoetwatervis komt voor in het middendeel en het lagere deel van het stroomgebied van de Amazone en de bovenstroom van de Orinoco. Mogelijk ook in Suriname. De vis is ovipaar en heeft een krachtig gebit, waarmee hij ook mensen flink kan toetakelen.